# れいみ
れいみ（7月30日 - ）は、日本の女性声優。高知県出身。青二プロダクション所属。

## 略歴
高知学園短期大学生活科学学科、青二塾東京校35期出身。

## 人物
資格はフードコーディネーター3級を、免許は栄養士免許と普通自動車免許を、それぞれ取得している。
趣味は映画、音楽、散歩。特技は乗馬、クラリネット、トロンボーン。
青二プロダクションの同期に祖山桃子がいる。

## 出演
太字はメインキャラクター。

### テレビアニメ
2015年
- ONE PIECE（2015年 - 2023年、女、ミンク、子犬ミンク、クロカンブッシュ、シャーロット・ポワール、光月スキヤキ〈赤子〉 他）

2017年
- タイガーマスクW（婆さん、バイパー高城）
- 正解するカド
- いぬやしき（川合、生徒、女性）

2018年
- カードキャプターさくら クリアカード編（体育教師）
- ゲゲゲの鬼太郎（第6作）（2018年 - 2020年、アナウンサー、五十嵐ゆり子、脱衣婆、郷原の妻、総理、きららの母、犬山リエ、一つ目小僧、鬼久保優介、ユウヤ 他）
- メガロボクス（2018年 - 2021年、ボンジリ） - 2シリーズ
- こみっくがーるず（琉姫の祖母）
- レイトン ミステリー探偵社 〜カトリーのナゾトキファイル〜（ハリー・ギルモント〈幼少期〉）
- イナズマイレブン アレスの天秤（2018年 - 2019年、取り巻き女子、イ・ドンヒョク、ザビーネ・ノジマ、ミゲル、エルマ・キティ、ラケリト・スプト、メイサ 他） - 2シリーズ
- 爆釣バーハンター（おばさん）

2019年
- ちびまる子ちゃん（男の子）
- 賢者の孫（リッツバーグ夫人）
- フルーツバスケット（不良）
- BEM（女性）

2020年
- アサティール 未来の昔ばなし（2020年 - 2025年、サマルの世話役、ウダイ〈少年〉、バンダル、ターヘルの妻、三女 他） - 2シリーズ
- ミュークルドリーミー（妖精E）
- A3!（観客）

2021年
- おじゃる丸（小石、女の子）
- SELECTION PROJECT（車田千代）
- デジモンゴーストゲーム（2021年 - 2023年、販売員、アイスモン、マッシュモン、ベツモン、インプモン 他）
- サクガン（アシュリー）

2022年
- であいもん（客A）
- 東京ミュウミュウ にゅ〜♡（市子、女子生徒）
- シュート!Goal to the Future（子供）
- 悪役令嬢なのでラスボスを飼ってみました（魔物、メイド、生徒）
- 後宮の烏（女）
- 虫かぶり姫（令嬢、ナッシュ商会）

2023年
- お兄ちゃんはおしまい!（子供・兄）
- 天国大魔境（住民）
- 逃走中 グレートミッション（老女中）
- アンダーニンジャ（エンコー1）

2024年
- ドラゴンボールDAIMA（2024年 - 2025年、ハイビス）

### 劇場アニメ
- 夜は短し歩けよ乙女（2017年、詭弁論部OG）
- メアリと魔女の花（2017年）
- 鬼太郎誕生 ゲゲゲの謎（2023年）

### OVA
- 普通の女子校生が【ろこどる】やってみた。（おばさん、子供）
- それが声優!（男の子、アナウンサー）

### Webアニメ
- 拡張少女系トライナリー（2017年、おばちゃん、店員1、巫女）
- DEVILMAN crybaby（2018年、陸上部マネージャー）
- TIGER & BUNNY 2（2022年、少年）

### ゲーム
- ペルソナ5（2016年）
- テイルズ オブ リンク（2017年、マギネ〈サラの母〉[11]）
- 北斗が如く（2018年）
- 戦場のヴァルキュリア4（2018年、エメ・ミストラル、ブリトニー・スカーレット）
- ドラゴンボールZ カカロット（2020年、ハイビス 他）
- ONE PIECE ODYSSEY（2023年）

### 吹き替え

#### 映画
- アグネスと幸せのパズル
- アス（ジェイソン・ウィルソン / プルートー〈エヴァン・アレックス〉）
- オーシャンズ8（ウェイター長[12]）
- 最初に父が殺された（キム）
- ザ・スーサイド・スクワッド “極”悪党、集結（アランディ[13]）
- 少女ファニーと運命の旅（モーリス）
- ドクター・スリープ（ブラッドリー〈ジェイコブ・トレンブレイ〉[14]）
- バトル・オブ・ザ・セクシーズ
- バンブルビー（意地悪女子2[15]）

#### ドラマ
- 宇宙船レッド・ドワーフ号 シーズン11（キャット女1）
- FBI: 特別捜査班
- オリジナルズ（エイミー）
- GIRLS/ガールズ
- こちらベスト探偵団（ジャスティン〈ベイリー・M・パワー〉、ビリー〈ゼイン・スレーター〉、ソフィー〈ニコール・フリーマン〉、ベン〈ルカ・パジク〉）
- THE PATH/ザ・パス（サマー）
- スタートレック:ディスカバリー（幼いバーナム）
- 大草原の小さな家（ウィリー・オルソン〈ジョナサン・ギルバート〉[16]）※NHK BSプレミアム版
- ドクター・フー（ケルヴィン、コートニーの母）
- ブリジャートン家（ペネロペ〈ニコラ・コクラン〉）
- THE BRIDGE/ブリッジ シーズン4（ユリア）
- ホテル ハルシオン（テレサ・ブキャナン）
- マーベル・シネマティック・ユニバース
  - ワンダヴィジョン（ベヴァリー）
  - ファルコン&ウィンター・ソルジャー

#### アニメ
- 絵文字の国のジーン（メアリー[17]）
- OK K.O.! めざせヒーロー（キャロル、コールワート、フォクシー 他）
- ロード・オブ・ザ・リング/ローハンの戦い（幼いウルフ[18]）
- 私ときどきレッサーパンダ（アビー[19]）

### その他コンテンツ
- サンリオキャラクターズ ポンポンジャンプ!（アクベンス）

### シリーズ一覧
1. ↑  第1期（2018年）、第2期『NOMAD メガロボクス2』（2021年）
2. ↑  『アレスの天秤』（2018年）、続編『オリオンの刻印』（2018年 - 2019年）
3. ↑  第1作（2020年）、第2作『アサティール2 未来の昔ばなし』（2024年 - 2025年）